# Opłucna

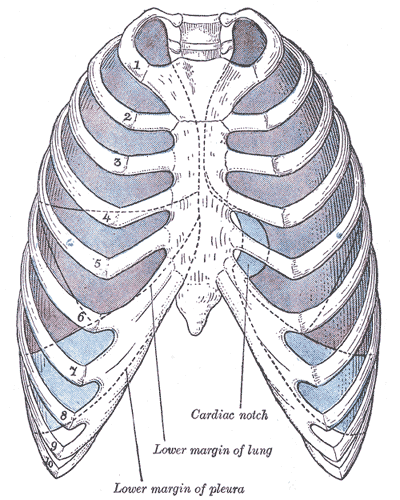
Opłucna

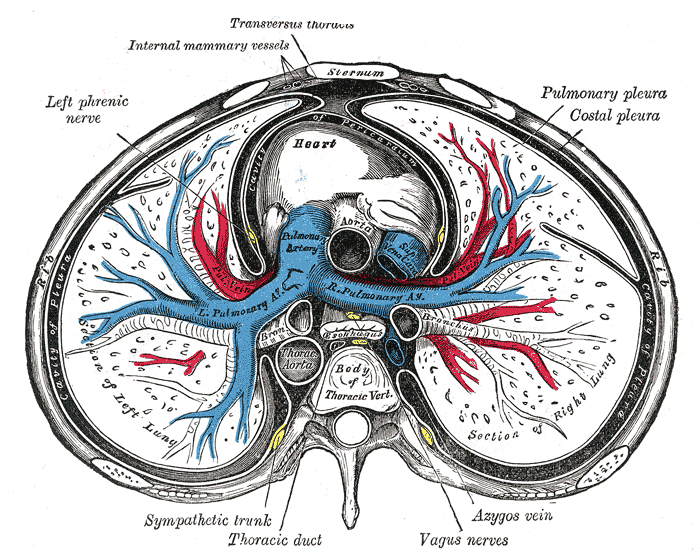
Opłucna w poprzecznym przekroju przez klatkę piersiową. Na rycinie widoczne płuca oraz zawartość środkowego i tylnego śródpiersia

Opłucna (łac. pleura) – surowicza błona, w której zamknięte są płuca. Każde z płuc jest otoczone osobnym workiem opłucnej. Jest cienką i błyszczącą stale zwilżaną błoną, która ułatwia ruch płuc w czasie oddechu.
Składa się z dwóch blaszek:
- ściennej (łac. pleura parietalis), która bezpośrednio styka się z powięzią wewnątrzpiersiową, śródpiersiem i przeponą
- trzewnej (łac. pleura visceralis) pokrywającej płuco i ściśle do niego przylegającej, nazywanej także opłucną płucną (łac. pleura pulmonalis)[2].

Między nimi znajduje się szczelinowata przestrzeń – jama opłucnej, zwana też jamą opłucnową (łac. cavum pleurae) – zawierająca kilka mililitrów płynu surowiczego zmniejszającego tarcie przy oddychaniu. Dostanie się powietrza atmosferycznego do jamy opłucnej powoduje odmę.

## Opłucna płucna (trzewna)
Otacza całe płuco z wyjątkiem jego wnęki, na której wywija się, przechodząc płynnie w opłucną ścienną.
W szczelinach między płatami opłucna dochodzi do dna szczeliny i, ściśle przylegając, przechodzi na stronę przeciwległą. Płaty są więc oddzielone podwójną blaszką surowiczą, dzięki czemu ślizgają się między sobą ze zmniejszonym tarciem.
Opłucna płucna nie zrasta się z płucami, lecz ściśle przylega. Dowodem na to jest występowanie obrzęku podopłucnowego (odmy).

## Opłucna ścienna

### Opłucna żebrowa
Opłucna żebrowa (łac. pleura costalis) – część opłucnej ściennej, przylegająca do przedniej ściany klatki piersiowej dzięki powięzi wewnątrzpiersiowej.
Pokrywa ona (w kolejności od przodu do tyłu):
- powierzchnię wewnętrzną mostka
- mięsień poprzeczny klatki piersiowej
- naczynia piersiowe wewnętrzne
- żebra (części kostne i chrzęstne)
- mięśnie międzyżebrowe wewnętrzne
- naczynia i nerwy międzyżebrowe
- pień współczulny
- więzadła i kręgi piersiowe[3].

### Opłucna przeponowa
Opłucna przeponowa (łac. pleura diaphragmatica, pleura phrenica) – część opłucnej ściennej, pokrywająca obustronnie kopuły przepony i ich zbocza, sięgając na obwodzie prawie do przyczepu początkowego przepony, przyśrodkowo zaś do śródpiersia. Część pośrodkowa przepony, która dźwiga śródpiersie, nie jest pokryta opłucną. Opłucna przeponowa jest bardzo cienka i skleja się z przeponą za pośrednictwem ubogiej warstwy tkanki podopłucnowej, która jest częścią powięzi wewnątrzpiersiowej i ma nazwę powięzi przeponowo-opłucnowej (łac. fascia phrenicopleuralis). Na swych brzegach przechodzi w opłucną żebrową i śródpiersiową.

### Opłucna śródpiersiowa
Opłucna śródpiersiowa (łac. pleura mediastinalis) – część opłucnej ściennej, zawierająca się między mostkiem a kręgami piersiowymi i stanowiąca boczną ścianę śródpiersia. Pokrywa osierdzie jako opłucna osierdziowa (łac. pleura pericardiaca).
Prawa opłucna śródpiersiowa pokrywa:
- prawą część przełyku
- tchawicę
- żyłę nieparzystą, obie żyły główne (dolną i górną), żyłę ramienno-głowową prawą oraz pień ramienno-głowowy
- osierdzie
- nerw błędny prawy
- początkową część nerwu krtaniowego wstecznego prawego[5].

Lewa opłucna śródpiersiowa pokrywa:
- lewą powierzchnię przełyku
- aortę piersiową, łuk aorty
- tętnicę podobojczykową lewą, szyjną wspólną lewą
- żyłę ramienno-głowową lewą
- żyłę nieparzystą krótką i żyłę nieparzystą krótką dodatkową
- nerw błędny lewy
- początkową część nerwu krtaniowego wstecznego lewego
- osierdzie[5].

Obie opłucne śródpiersiowe pokrywają nerwy przeponowe i naczynia osierdziowo-przeponowe.

### Osklepek opłucnej
Osklepek opłucnej – część opłucnej ściennej ograniczająca od góry jamę opłucnową i wystająca ponad przedni brzeg otworu górnego klatki piersiowej. Znajduje się w miejscu przejścia opłucnej żebrowej w opłucną śródpiersiową.
Mocowanie osklepka:
- błona nadopłucnowa
- więzadło kręgowo-opłucnowe
- więzadło żebrowo-opłucnowe
- mięsień pochyły najmniejszy

Osklepek opłucnej rzutuje się 3–4 cm powyżej obojczyka.

## Unaczynienie i unerwienie opłucnej

### Unaczynienie
- opłucna ścienna:
  - aorta piersiowa
    - tętnice międzyżebrowe tylne
    - gałęzie śródpiersiowe
    - gałęzie przełykowe
    - tętnice przeponowe górne

  - tętnice piersiowe wewnętrzne:
    - gałęzie międzyżebrowe przednie
    - tętnice osierdziowo-przeponowe
    - tętnice mięśniowo-przeponowe
- opłucna płucna:
  - gałęzie oskrzelowe

### Unerwienie
- opłucna ścienna: 
  - włókna czuciowe II–X nerwów międzyżebrowych – opłucna ścienna żebrowa
  - nerw przeponowy – opłucna ścienna śródpiersiowa i przeponowa oraz osklepek opłucnej
- opłucna płucna:
  - układ współczulny